# Eurocup 2015/16
Der Eurocup 2015/16 war die 14. Spielzeit des von der ULEB ausgetragenen Eurocups.
Den Titel gewann zum ersten Mal Galatasaray Istanbul aus der Türkei. Es war gleichzeitig auch der erste Triumph eines türkischen Vereins im Eurocup.

## Modus
Am Eurocup nahmen in der Vorrunde 36 Mannschaften teil. Die Vorrunde wurde wie die Zwischenrunde im Rundenturnier-Modus englisch round robin mit Hin- und Rückspiel in sechs Gruppen mit je sechs Mannschaften gespielt. Dabei wurden die Vorrundenteilnehmer bei der Auslosung der Vorrundengruppen in zwei regionale Konferenzen mit jeweils 18 Mannschaften nach Ost und West aufgeteilt. Die tabellarisch auf den beiden hinteren Plätzen rangierenden Mannschaften jeder Vorrundengruppe schieden aus, während die anderen Mannschaften zusammen mit den acht Teilnehmern der EuroLeague, die in jenem Wettbewerb nicht die zweite Runde der besten 16 Mannschaften erreicht hatten, in acht Gruppen mit jeweils vier Mannschaften die Zwischenrunde mit insgesamt 32 Mannschaften bildeten.
Nach der Zwischenrunde wurde im K.-o.-System in Addition von Hin- und Rückspiel weitergespielt, wobei die beiden besten Mannschaften jeder Zwischenrundengruppe für das Achtelfinale qualifiziert waren. Die erzielten Punkte in der Addition der beiden Spiele entschied über den Sieger des Vergleichs, der die nächste Runde erreichte.
Während ab dem Achtelfinale im Hinspiel keine Verlängerung zur Ermittlung eines Siegers möglich war, wurde im Rückspiel solange eine jeweils fünfminütige Verlängerung der regulären Spielzeit durchgeführt, bis nach Addition von Ergebnis im Rückspiel und Endergebnis im Hinspiel eine Mannschaft mehr Punkte erreicht hatte als der Gegner. Der Sieger der Addition von Finalhinspiel und -rückspiel war der Gesamtsieger des Wettbewerbs.

## Teilnehmer an der Vorrunde
Die Auslosung der ersten Gruppenphase fand am 9. Juli 2015 in Barcelona (Spanien) statt.
| Liga                          | Teams | Name (VJPa)                | Name (VJPa)                 | Name (VJPa)                    | Name (VJPa)                    | Name (VJPa)                      |
| ----------------------------- | ----- | -------------------------- | --------------------------- | ------------------------------ | ------------------------------ | -------------------------------- |
| Basketball-Bundesliga         | 5     | Alba Berlin (HF/2)         | ratiopharm Ulm (HF/5)       | Telekom Baskets Bonn (VF/4)    | EWE Baskets Oldenburg** (VF/7) | MHP Riesen Ludwigsburg** (VF/8)  |
| VTB United League ( Russland) | 5     | BK Nischni Nowgorod (HF)   | Zenit St. Petersburg (VF/4) | UNICS Kasan (VF/6)             | Awtodor Saratow** (VF/7)       | Krasny Oktjabr Wolgograd * (12.) |
| Liga ACB                      | 4     | Valencia BC (HF)           | Dominion Bilbao (VF/5)      | Herbalife Gran Canaria (VF/8)  | CAI Saragossa (9.)             |                                  |
| Lega Basket Serie A           | 4     | Grissin Bon Reggiana (F)   | Umana Venedig (HF)          | Dolomiti Energia Trento (VF/5) | Enel Brindisi* (VF/6)          |                                  |
| TBL                           | 4     | Trabzonspor (HF)           | Banvit BK (VF/6)            | Beşiktaş JK * (VF/8)           | Galatasaray SK * (9.)          |                                  |
| Basket League                 | 3     | PAOK Thessaloniki (HF/3)   | Aris Thessaloniki * (HF/4)  | AEK Athen * (VF/5)             |                                |                                  |
| LNB Pro A                     | 3     | Le Mans Sarthe (HF/3)      | SLUC Nancy (HF/4)           | JSF Nanterre EC (VF/5)         |                                |                                  |
| ABA-Liga                      | 3     | Budućnost Podgorica (HF/3) | KK Union Olimpija * (5)     | Szolnoki Olaj KK ** (7)        |                                |                                  |
| LKL                           | 2     | Lietuvos rytas (F)         | Neptūnas Klaipėda * (HF)    |                                |                                |                                  |
| Ethias League                 | 1     | Belgacom Spirou BC ** (HF) |                             |                                |                                |                                  |
| Ligat ha’Al                   | 1     | Hapoel Jerusalem (M)       |                             |                                |                                |                                  |
| Divizia A                     | 1     | Steaua Bukarest * (HF/2)   |                             |                                |                                |                                  |

*: Teilnehmer auf Basis einer Wild Card, nicht auf Basis der Vorjahresplatzierung

**: nachgemeldet nach Verzicht anderer zunächst gemeldeter Mannschaften

EC: Sieger der EuroChallenge 2014/15

a: in Klammern Play-off-Platzierung in der jeweiligen Meisterschaft, ggf. ergänzt um Hauptrundenplatzierung bzw. nationalen Pokalgewinn (P)

## Reguläre Saison
Die Teilnehmer werden in eine östliche und eine westliche Conference aufgeteilt. Dabei kommen die Mannschaften aus West-, Mittel- und Südeuropa in die westliche Conference und die Mannschaften aus Nord-, Ost- und Südosteuropa in die östliche Conference.
Die Mannschaften aus der Türkei, Israel, Ungarn und dem Baltikum werden der östlichen Conference zugeschlagen.

## 1. Gruppenphase
Die Auslosung fand am 9. Juli 2015 statt.
Die Spiele der ersten Gruppenphase fanden zwischen dem 13. Oktober und dem 16. Dezember 2015 statt.
Für die Gruppenplatzierungen waren bei Mannschaften mit gleicher Anzahl von Siegen nicht das gesamte Korbpunktverhältnis, sondern nur das addierte Ergebnis im direkten Vergleich der Mannschaften untereinander entscheidend.

### Conference West

#### Gruppe A
| Team                      | Sp | S | N | P+  | P-  |
| ------------------------- | -- | - | - | --- | --- |
| 1. Dominion Basket Bilbao | 10 | 8 | 2 | 856 | 739 |
| 2. Aquila Basket Trento   | 10 | 7 | 3 | 875 | 827 |
| 3. KK Union Olimpija      | 10 | 5 | 5 | 799 | 828 |
| 4. EWE Baskets Oldenburg  | 10 | 4 | 6 | 764 | 820 |
| 5. JSF Nanterre           | 10 | 4 | 6 | 772 | 801 |
| 6. Telekom Baskets Bonn   | 10 | 2 | 8 | 838 | 899 |

#### Gruppe B
| Team                      | Sp | S | N | P+  | P-  |
| ------------------------- | -- | - | - | --- | --- |
| 1. Herbalife Gran Canaria | 10 | 8 | 2 | 840 | 752 |
| 2. MHP Riesen Ludwigsburg | 10 | 7 | 3 | 811 | 732 |
| 3. Grissin Bon Reggiana   | 10 | 6 | 4 | 787 | 759 |
| 4. Alba Berlin            | 10 | 5 | 5 | 774 | 790 |
| 5. Le Mans Sarthe Basket  | 10 | 3 | 7 | 721 | 785 |
| 6. New Basket Brindisi    | 10 | 2 | 8 | 710 | 815 |

#### Gruppe C
| Team                    | Sp | S  | N | P+  | P-  |
| ----------------------- | -- | -- | - | --- | --- |
| 1. Valencia BC          | 10 | 10 | 0 | 809 | 689 |
| 2. CAI Saragossa        | 10 | 7  | 3 | 760 | 757 |
| 3. ratiopharm Ulm       | 10 | 4  | 6 | 806 | 792 |
| 4. Reyer Venezia Mestre | 10 | 4  | 6 | 720 | 760 |
| 5. Proximus Spirou      | 10 | 3  | 7 | 741 | 782 |
| 6. SLUC Nancy Basket    | 10 | 2  | 8 | 714 | 759 |

### Conference Ost

#### Gruppe D
| Team                   | Sp | S | N | P+  | P-  |
| ---------------------- | -- | - | - | --- | --- |
| 1. Aris Thessaloniki   | 10 | 7 | 3 | 731 | 701 |
| 2. UNICS Kasan         | 10 | 7 | 3 | 800 | 722 |
| 3. Trabzonspor         | 10 | 5 | 5 | 752 | 759 |
| 4. Banvit BK           | 10 | 5 | 5 | 770 | 757 |
| 5. Budućnost Podgorica | 10 | 4 | 6 | 747 | 725 |
| 6. Steaua Bukarest     | 10 | 2 | 8 | 676 | 814 |

#### Gruppe E
| Team                      | Sp | S | N | P+  | P-  |
| ------------------------- | -- | - | - | --- | --- |
| 1. Zenit Sankt Petersburg | 10 | 8 | 2 | 820 | 746 |
| 2. Awtodor Saratow        | 10 | 7 | 3 | 947 | 839 |
| 3. PAOK Thessaloniki      | 10 | 5 | 5 | 773 | 831 |
| 4. Szolnoki Olaj KK       | 10 | 4 | 6 | 763 | 827 |
| 5. Beşiktaş JK Istanbul   | 10 | 4 | 6 | 719 | 775 |
| 6. Lietuvos rytas Vilnius | 10 | 2 | 8 | 947 | 951 |

#### Gruppe F
| Team                    | Sp | S | N | P+  | P-  |
| ----------------------- | -- | - | - | --- | --- |
| 1. Galatasaray Istanbul | 10 | 7 | 3 | 857 | 789 |
| 2. Neptūnas Klaipėda    | 10 | 6 | 4 | 829 | 807 |
| 3. BK Nischni Nowgorod  | 10 | 6 | 4 | 801 | 780 |
| 4. Hapoel Jerusalem     | 10 | 5 | 5 | 808 | 798 |
| 5. AEK Athen            | 10 | 5 | 5 | 794 | 812 |
| 6. Krasny Oktjabr       | 10 | 1 | 9 | 797 | 910 |

## 2. Gruppenphase (Last 32)
Die Spiele der Runde der letzten 32 fanden zwischen dem 5. Januar und dem 10. Februar 2016 statt.
Zu den 24 qualifizierten Mannschaften aus der Vorrunde stießen die acht ausgeschiedenen Teams der EuroLeague hinzu.
Genau wie in der Vorrunde waren für die Gruppenplatzierungen bei Mannschaften mit gleicher Anzahl von Siegen nicht das gesamte Korbpunktverhältnis, sondern nur das addierte Ergebnis im direkten Vergleich der Mannschaften untereinander entscheidend.

### Gruppe G
| Team                      | Sp | S | N | P+  | P-  |
| ------------------------- | -- | - | - | --- | --- |
| 1. FC Bayern München      | 6  | 4 | 2 | 476 | 452 |
| 2. Banvit BK              | 6  | 4 | 2 | 487 | 455 |
| 3. Dominion Basket Bilbao | 6  | 3 | 3 | 483 | 464 |
| 4. ratiopharm Ulm         | 6  | 1 | 5 | 435 | 508 |

### Gruppe H
| Team                      | Sp | S | N | P+  | P-  |
| ------------------------- | -- | - | - | --- | --- |
| 1. Herbalife Gran Canaria | 6  | 5 | 1 | 531 | 440 |
| 2. Strasbourg IG          | 6  | 4 | 2 | 464 | 456 |
| 3. Awtodor Saratow        | 6  | 3 | 3 | 531 | 540 |
| 4. Hapoel Jerusalem       | 6  | 0 | 6 | 455 | 545 |

### Gruppe I
| Team                     | Sp | S | N | P+  | P-  |
| ------------------------ | -- | - | - | --- | --- |
| 1. EWE Baskets Oldenburg | 6  | 4 | 2 | 494 | 489 |
| 2. Limoges CSP           | 6  | 3 | 3 | 494 | 467 |
| 3. Valencia BC           | 6  | 3 | 3 | 473 | 462 |
| 4. PAOK Thessaloniki     | 6  | 2 | 4 | 425 | 468 |

### Gruppe J
| Team                  | Sp | S | N | P+  | P-  |
| --------------------- | -- | - | - | --- | --- |
| 1. EA7 Olimpia Milano | 6  | 4 | 2 | 473 | 442 |
| 2. Alba Berlin        | 6  | 3 | 3 | 447 | 443 |
| 3. Aris Thessaloniki  | 6  | 3 | 3 | 428 | 438 |
| 4. Neptūnas Klaipėda  | 6  | 2 | 4 | 409 | 448 |

### Gruppe K
| Team                    | Sp | S | N | P+  | P-  |
| ----------------------- | -- | - | - | --- | --- |
| 1. Aquila Basket Trento | 6  | 4 | 2 | 470 | 467 |
| 2. Pınar Karşıyaka      | 6  | 3 | 3 | 498 | 426 |
| 3. Trabzonspor          | 6  | 3 | 3 | 450 | 465 |
| 4. Grissin Bon Reggiana | 6  | 2 | 4 | 454 | 514 |

### Gruppe L
| Team                      | Sp | S | N | P+  | P-  |
| ------------------------- | -- | - | - | --- | --- |
| 1. Zenit Sankt Petersburg | 6  | 4 | 2 | 479 | 470 |
| 2. Stelmet Zielona Góra   | 6  | 3 | 3 | 458 | 463 |
| 3. MHP Riesen Ludwigsburg | 6  | 3 | 3 | 477 | 468 |
| 4. Reyer Venezia Mestre   | 6  | 2 | 4 | 461 | 473 |

### Gruppe M
| Team                   | Sp | S | N | P+  | P-  |
| ---------------------- | -- | - | - | --- | --- |
| 1. UNICS Kasan         | 6  | 6 | 0 | 495 | 448 |
| 2. BK Nischni Nowgorod | 6  | 3 | 3 | 490 | 482 |
| 3. Maccabi Tel Aviv    | 6  | 2 | 4 | 469 | 494 |
| 4. KK Union Olimpija   | 6  | 1 | 5 | 450 | 469 |

### Gruppe N
| Team                     | Sp | S | N | P+  | P-  |
| ------------------------ | -- | - | - | --- | --- |
| 1. Galatasaray Istanbul  | 6  | 4 | 2 | 493 | 414 |
| 2. CAI Saragossa         | 6  | 4 | 2 | 480 | 451 |
| 3. Dinamo Basket Sassari | 6  | 3 | 3 | 465 | 480 |
| 4. Szolnoki Olaj KK      | 6  | 1 | 5 | 403 | 494 |

## Achtelfinale
Die Achtelfinalspiele fanden zwischen dem 24. Februar und dem 2. März 2016 statt. Die Erstplatzierten einer Gruppe hatten im Rückspiel Heimrecht.
|                      | Gesamt  |                        | Hinspiel | Rückspiel |
| -------------------- | ------- | ---------------------- | -------- | --------- |
| Alba Berlin          | 157:166 | FC Bayern München      | 82:82    | 75:84     |
| Pınar Karşıyaka      | 132:157 | Galatasaray Istanbul   | 67:64    | 65:93     |
| Limoges CSP          | 143:159 | Herbalife Gran Canaria | 65:82    | 78:77     |
| Stelmet Zielona Góra | 139:126 | UNICS Kasan            | 68:72    | 71:54     |
| Strasbourg IG        | 169:142 | EWE Baskets Oldenburg  | 76:78    | 93:64     |
| BK Nischni Nowgorod  | 176:165 | Zenit Sankt Petersburg | 102:76   | 74:89     |
| Banvit BK            | 145:151 | EA7 Olimpia Milano     | 69:72    | 76:79     |
| CAI Saragossa        | 150:162 | Aquila Basket Trento   | 85:83    | 65:79     |

## Viertelfinale
Die Viertelfinalspiele fanden zwischen dem 15. und dem 23. März 2016 statt. Im Rückspiel hatte die Mannschaft Heimrecht, die die höhere Platzierung in der 2. Gruppenphase (Top 32) erreicht hatte. War diese identisch, hatte das Team mit den meisten Siegen in der 2. Gruppenphase (Top 32) im Rückspiel Heimrecht. War auch diese Anzahl gleich entschied das bessere Korbverhältnis in besagter Gruppenphase.
|                      | Gesamt  |                        | Hinspiel | Rückspiel   |
| -------------------- | ------- | ---------------------- | -------- | ----------- |
| FC Bayern München    | 158:161 | Galatasaray Istanbul   | 99:89    | 59:72       |
| Stelmet Zielona Góra | 168:176 | Herbalife Gran Canaria | 82:93    | 86:83       |
| BK Nischni Nowgorod  | 176:185 | Strasbourg IG          | 85:94    | 91:91 n. V. |
| Aquila Basket Trento | 175:152 | EA7 Olimpia Milano     | 83:73    | 92:79       |

## Halbfinale
Die Halbfinalspiele fanden zwischen dem 29. März und dem 6. April 2016 statt. Im Rückspiel hatte die Mannschaft Heimrecht, die die höhere Platzierung in der 2. Gruppenphase (Top 32) erreicht hatte. War diese identisch, hatte das Team mit den meisten Siegen in der 2. Gruppenphase (Top 32) im Rückspiel Heimrecht. War auch diese Anzahl gleich entschied das bessere Korbverhältnis in besagter Gruppenphase.
|                      | Gesamt  |                        | Hinspiel | Rückspiel   |
| -------------------- | ------- | ---------------------- | -------- | ----------- |
| Galatasaray Istanbul | 170:169 | Herbalife Gran Canaria | 89:75    | 81:94 n. V. |
| Strasbourg IG        | 154:152 | Aquila Basket Trento   | 68:74    | 86:78       |

## Finale
Die Finalspiele fanden am 22. und 27. April 2016 statt. Im Rückspiel hatte die Mannschaft Heimrecht, die die höhere Platzierung in der 2. Gruppenphase (Top 32) erreicht hatte. War diese identisch, hatte das Team mit den meisten Siegen in der 2. Gruppenphase (Top 32) im Rückspiel Heimrecht. War auch diese Anzahl gleich entschied das bessere Korbverhältnis in besagter Gruppenphase.
|               | Gesamt  |                      | Hinspiel | Rückspiel |
| ------------- | ------- | -------------------- | -------- | --------- |
| Strasbourg IG | 133:140 | Galatasaray Istanbul | 66:62    | 67:78     |